# Персі Пол Селвер
Персі-Пол Селвер (англ. (Percy) Paul Selver, 22 березня 1888 року, Лондон — 6 квітня 1970 року, Лондон) — англійський письменник, лексикограф, славіст і перекладач. З 1929 року член Слов'янського інституту в Празі. Перекладав зі слов'янських (переважно з чеської) та з данської і норвезької мов. Переклав кілька творів Тараса Шевченка, зокрема «Заповіт». Уклав словник англійської фразеології та сленгу.      